# جولييت هيوت
جولييت هيوت هي مؤلفة وطاهية وممثلة كندية، ولدت في 9 يناير 1912 في مونتريال في كندا، وتوفيت في 16 مارس 2001 في بروسار في كندا بسبب سرطان.

## وصلات خارجية
- جولييت هيوت على موقع IMDb (الإنجليزية)
- جولييت هيوت على موقع ألو سيني (الفرنسية)
- جولييت هيوت على موقع أول موفي (الإنجليزية)
- جولييت هيوت على موقع قاعدة بيانات الفيلم (الإنجليزية)
- جولييت هيوت على موقع كينوبويسك (الروسية)